# Рахматуллін Асхат Уралович
Асхат Уралович Рахматуллін (рос. Асхат Уралович Рахматуллин; 16 травня 1978, м. Рига, СРСР) — російський хокеїст, лівий нападник. Виступає за  у Вищій хокейній лізі. 
Вихованець хокейної школи «Салават Юлаєв» (Уфа). Виступав за «Салават Юлаєв» (Уфа), «Ешвілл Смоук» (UHL), «Фейеттвілл Форс» (КХЛ), «Флорида Еверблейдс» (ECHL), СКА (Санкт-Петербург), «Сибір» (Новосибірськ), «Крила Рад» (Москва), «Нафтовик» (Альметьєвськ), «Торос» (Нефтекамськ), «Зауралля» (Курган), «Супутник» (Нижній Тагіл).
Досягнення
- Бронзовий призер чемпіонату Росії (1997).